# Mudra

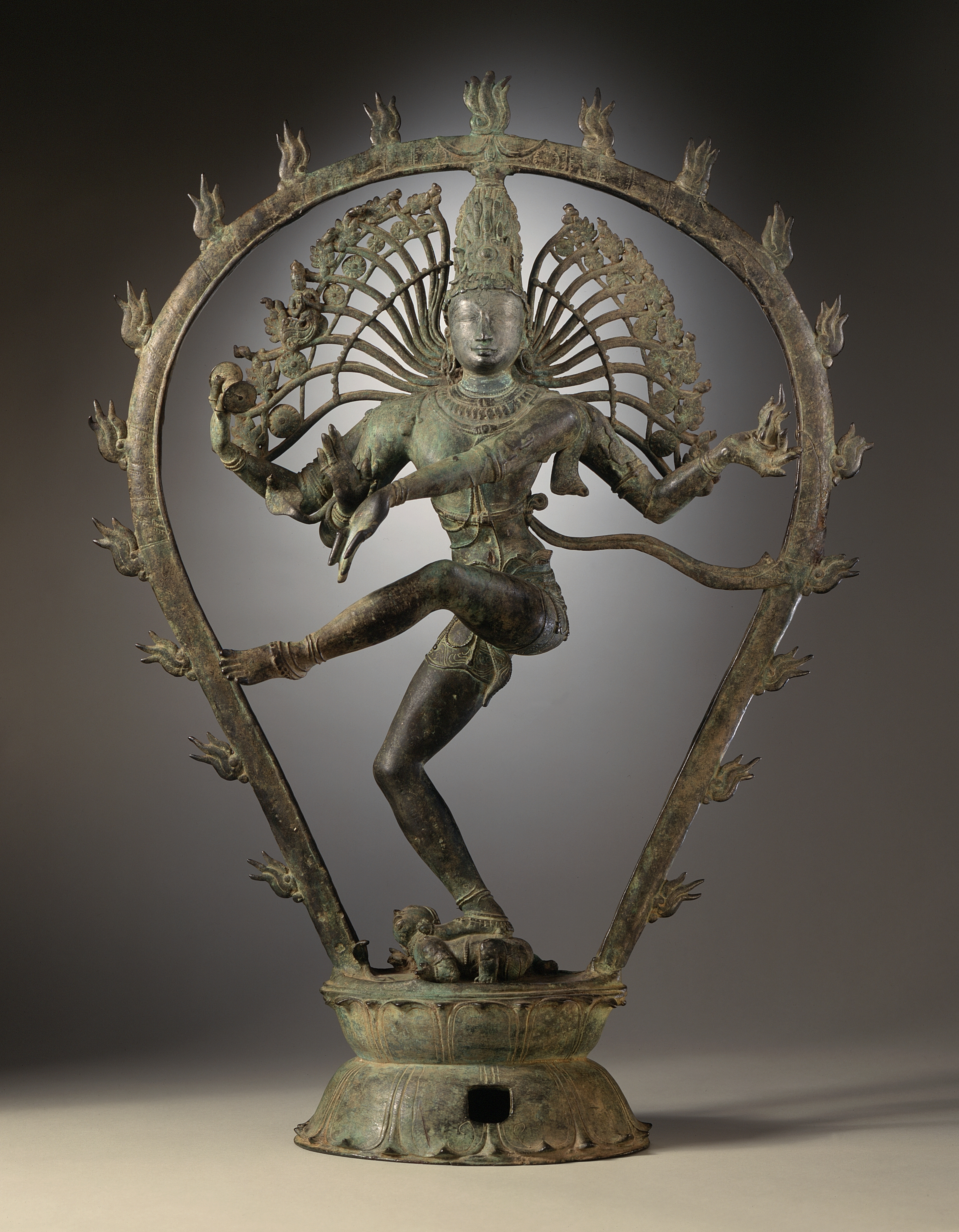
O sculptură din bronz din dinastia Chola din secolul al X-lea a zeului hindus Nataraja (Shiva) care prezintă diferite mudre

O mudra (în sanscrită मुद्रा , „sigiliu”, „marcă” sau „gest”) este un gest sau o poză simbolică sau rituală în hinduism, jainism și budism. În timp ce unele mudre implică întregul corp, cele mai multe sunt efectuate cu mâinile și degetele.
Pe lângă faptul că sunt gesturi spirituale folosite în iconografia și practica spirituală a religiilor indiene, mudrele au semnificație în multe forme de dans indian și yoga. Gama de mudre utilizate în fiecare domeniu (și religie) diferă, dar cu unele suprapuneri. În plus, multe dintre mudrele budiste sunt folosite în afara Asiei de Sud și au dezvoltat diferite forme locale în altă parte. De multe ori, mudra însoțește recitarea unei mantra.
În hatha yoga, mudrele sunt folosite împreună cu pranayama (exerciții de respirație yogică), în general, în poziție așezată, pentru a stimula diferite părți ale corpului implicate în respirație și pentru a afecta fluxul pranei. De asemenea, este asociat cu bindu, bodhicitta, amrita sau conștiința în corp. Spre deosebire de mudrele tantrice mai vechi, mudrele hatha yoghine sunt în general acțiuni interne, care implică podeaua pelvină, diafragma, gâtul, ochii, limba, anusul, organele genitale, abdomenul și alte părți ale corpului. Exemple ale acestei diversități de mudra sunt Mula Bandha, Mahamudra, Viparita Karani, Khecarī mudrā și Vajroli mudra. Acestea s-au extins ca număr de la 3 în Amritasiddhi, la 25 în Gheranda Samhita, cu un set clasic de zece apărut în Hatha Yoga Pradipika.